# Kvantumoszcilláció
A kvantumoszcilláció egy alapvető jelenség a kvantummechanikában, amely a részecskék viselkedésének alapját képezi a mikroszkopikus skálán. Ez a jelenség arra utal, hogy a részecskék, például elektronok vagy fotonok, nem tartózkodhatnak egyetlen meghatározott állapotban egy adott időben, hanem inkább valószínűségi hullámokként jelennek meg.
A Heisenberg-féle határozatlansági elv szerint a részecskék helyzetének és impulzusának egyidejű pontos meghatározása lehetetlen. Ennek eredményeként a részecskéknek nincs egyértelmű pályájuk vagy állapotuk, hanem valószínűségi eloszlást mutatnak a különböző helyzetek és energiaszintek között. Ez az állapot folyamatosan változik, amit kvantumoszcillációnak nevezünk.
Ez az alapvető jelenség nemcsak elméleti jelentőséggel bír a kvantummechanikában, hanem kulcsfontosságú az anyagok viselkedésének megértésében, például a kvantummechanikai rendszerek stabilitásában és az elektronikus eszközök működésében is. A kvantumoszcillációk széles körű alkalmazása a modern technológiában, például a kvantumszámítógépek fejlesztésében, szenzortechnológiákban és precíziós mérési módszerekben rejlik.